# Sex
Organismele multor specii, nu toate, sunt specializate în sex masculin și sex feminin, fiecare cunoscut sub numele de sex. Reproducerea sexuată implică combinarea și amestecarea trăsăturilor genetice: celulele specializate, cunoscute sub numele de gameți, se combină pentru a forma urmași care moștenesc trăsături de la fiecare părinte. Masculii produc gameți mici (spermatozoizi), în timp ce femelele produc gameți mari (ovule sau celule ou).
Organismele individuale care produc gameți de sex masculin și feminin sunt denumite hermafrodite. Gametul poate fi identic ca formă și funcție (fenomen cunoscut sub numele de izogamie), dar, în multe cazuri, a evoluat o asimetrie, astfel încât există două tipuri diferite de gameți (heterogametele) fenomen cunoscut sub denumirea de anizogamie. 
La oameni și alte mamifere, ființele etichetate taxonomic ca masculi au, majoritar d.p.d.v. statistic, un cromozom X și un Y (XY), în timp ce persoanele etichetate taxonomic ca femelele au, majoritar d.p.d.v. statistic, doi cromozomi X (XX), care fac parte din sistemul XY. Unii oamenii și alte animale non-umane au o combinație XXYY, XYY, XX/XY, etc., fie în toate celulele corpului, fie în o parte a corpului,  acestea fiind etichetate d.p.d.v. taxonomic ca intersex. Toate aceste trei categorii se pot reproduce.  
Alte animale au diverse sisteme genetice de determinare a sexului, cum ar fi sistemul ZW la păsări, sistemul X0 la insecte și alte sisteme diferite la reptile și crustacee. 
Ciupercile pot avea, de asemenea, sisteme de împerechere alelică mai complexe, cu sexele care nu sunt descrise cu exactitate ca mascul, femelă sau hermafrodit.
În natură se regăsesc: feminin, hermafrodit, intersex, masculin, nedefinit (alelic) și altele.                 
E bine de știut că la oameni și la alte organisme se identifică trei identități de gen în general înnăscute și observate în majoritatea cazurilor analizate (așadar, nu în toate cazurile) la nivel de structură cerebrală, anume: cisgen, transgen și non-binar, concept total diferit de sexul determinat la naștere, orientarea sexuală sau reproducerea sexuată. În natură există patru orientări sexuale și romantice principale catalogate taxonomic astfel: asexualitate, bisexualitate (trisexualitate, multisexualitate), heterosexualitate și homosexualitate care nu au legătură cu reproducerea sexuată, identitatea de gen resimțită sau cu sexul.        

Diagramele compară evoluția frecvenței într-o populație sexuată (sus) și o populație asexuată (jos). Axa verticală arată frecvența, iar axa orizontală arată timpul. Alelele a/B apar la întâmplare. Alelele avantajoase A și B, care apar independent, pot fi combinate rapid prin reproducerea sexuală în cea mai avantajoasă combinație AB. Reproducerea sexuată durează mai mult pentru a realiza această combinație, deoarece poate produce AB doar dacă A apare la un individ care are deja B, sau invers.

## Prezentare generală

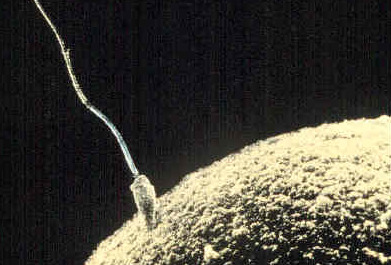
Gametele masculin (spermă) care fertilizează gametul feminin (ovul)

Una dintre proprietățile de bază ale vieții este reproducerea, capacitatea de a genera noi indivizi și sexul este un aspect al acestui proces. Viața a evoluat de la etape simple la cele mai complexe, la fel și mecanismele de reproducere. Inițial reproducerea a fost un proces de reproducere care constă în producerea de noi indivizi care conțin aceeași informație genetică ca individul originar sau părinte. Acest mod de reproducere este denumit asexuat și este încă utilizat de multe specii, în special unicelulare, dar este foarte frecvent și în organismele multicelulare, inclusiv în multe dintre cele cu reproducere sexuată. În reproducerea sexuată, materialul genetic al urmașilor provine de la doi indivizi diferiți. Pe măsură ce reproducerea sexuată s-a dezvoltat printr-un lung proces de evoluție, există intermediari. Bacteriile, de exemplu, se reproduc asexuat, dar suferă un proces prin care o parte din materialul genetic al unui donator individual este transferat unui alt destinatar.
Nerespectând intermediarii, distincția de bază între reproducerea asexuată și sexuată este modul în care este prelucrat materialul genetic. De obicei, înainte de o diviziune asexuată, o celulă își duplică conținutul de informații genetice și apoi se împarte. Acest proces de diviziune celulară se numește mitoză. În reproducerea sexuală, există tipuri speciale de celule care se divizează fără o duplicare prealabilă a materialului său genetic, într-un proces numit meioză. Celulele rezultate sunt numite gameți și conțin doar jumătate din materialul genetic al celulelor părinte. Acești gameți sunt celulele care sunt pregătite pentru reproducerea sexuală a organismului. Sexul cuprinde aranjamentele care permit reproducerea sexuală și a evoluat alături de sistemul de reproducere, începând cu gameți similari (izogamie) și progresând către sisteme care au diferite tipuri de gamete, precum cele care implică un gamet feminin mare (ovul) și un gamet masculin mic (spermă).
În organismele complexe, organele sexuale sunt părțile care sunt implicate în producerea și schimbul de gameți în reproducerea sexuată. Multe specii, atât plante, cât și animale, au specializare sexuată, iar populațiile lor sunt împărțite împărțite în mascul și femelă. În schimb, există și specii în care nu există o specializare sexuată, și aceiași indivizi conțin atât organe reproducătoare masculine, cât și feminine, și sunt numite hermafrodite. De exemplu, acest lucru este foarte frecvent la plante.

## Evoluție

Ciclul de viață al organismelor care se reproduc sexual se face prin faze haploide și diploide

Reproducerea sexuată a evoluat pentru prima dată probabil în urmă cu aproximativ un miliard de ani în cadrul eucariotelor unicelulare ancestrale. Motivul evoluției sexului și motivul pentru care a supraviețuit până în prezent sunt încă probleme de dezbatere. Unele dintre numeroasele teorii plauzibile includ: faptul că sexul creează variații între urmași, sexul ajută la răspândirea trăsăturilor avantajoase, că sexul ajută la înlăturarea trăsăturilor dezavantajoase și că sexul facilitează repararea ADN-ului liniei germinale.
Unele bacterii folosesc conjugarea pentru a transfera materialul genetic între celule; deși nu este același lucru cu reproducerea sexuată, aceasta are ca rezultat și amestecul de trăsături genetice.
S-a observat că nu sunt împărțite gene între cromozomii ZY aviari și cromozomii XY mamiferi și dintr-o comparație între pui și om, cromozomul Z a apărut similar cu cromozomul 9 autosomal la om, mai degrabă decât X sau Y, ceea ce sugerează că ZW și XY sistemele de determinare a sexului nu au o origine comună, ci că cromozomii sexuali sunt derivate din cromozomii autosomali ai strămoșului comun al păsărilor și mamiferelor. O lucrare din 2004 a comparat cromozomul Z de la pui cu cromozomii X de la ornitorinc (Platypus) și a sugerat că cele două sisteme sunt legate.
Reproducerea sexuală la eucariote este un proces prin care organismele produc urmași care combină trăsăturile genetice ale ambilor părinți. Cromozomii sunt transmiși de la o generație la alta în acest proces. Fiecare celulă din urmași are jumătate din cromozomi de la mamă și jumătate de la tată. Trăsăturile genetice sunt conținute în acidul dezoxiribonucleic (ADN) al cromozomilor - prin combinarea unuia dintre fiecare tip de cromozomi de la fiecare părinte, se formează un organism care conține un set dublat de cromozomi. Această etapă cu dublu cromozom este denumită „diploid”, în timp ce stadiul cu un singur cromozom este „haploid”. Organismele diploide, la rândul lor, pot forma celule haploide (gameți) care conțin la întâmplare una dintre fiecare perechi de cromozomi, prin meioză. Meioza implică, de asemenea, o etapă de încrucișare cromozomială, în care regiunile ADN sunt schimbate între tipurile de cromozomi potriviți, pentru a forma o nouă pereche de cromozomi combinați. Traversarea și fertilizarea (recombinarea seturilor unice de cromozomi pentru a face un nou diploid) rezultă în noul organism care conține un set diferit de trăsături genetice de la oricare dintre părinți.

### Animale
Majoritatea animalelor care se reproduc își petrec viața ca diploide, cu stadiul haploid redus la gameții cu celule unice. Gameții de animale au forme masculine și feminine - spermatozoizi și celule de ou. Acești gameți se combină pentru a forma embrioni care se dezvoltă într-un nou organism.
Gametul masculin, un spermatozoid (produs la vertebrate în testicule), este o celulă mică care conține un singur flagellum lung care îl propulsează. Spermatozoizii sunt celule extrem de reduse, lipsite de multe componente celulare care ar fi necesare dezvoltării embrionare. Sunt specializate pentru mobilitate, căutând o celulă ou și fuzionând cu ea într-un proces numit fertilizare.

### Plante

Organele sexuale ale plantelor cu flori, care conțin, de obicei, atât părți masculine, cât și feminine.

La fel ca animalele, plantele au gameți specializați masculin și feminin. În cadrul plantelor cu semințe, gameții masculi sunt produși de gametofiți multicelulari extrem de redusi, cunoscuti sub numele de polen. Gametele feminin ale plantelor cu semințe sunt conținute în ovule; odată fecundate de gameți masculi produși prin polen, aceștia formează semințe care, la fel ca ouăle, conțin nutrienții necesari dezvoltării plantei embrionare.
Multe plante au flori și acestea sunt organele sexuale ale acestor plante. Florile sunt de obicei hermafrodite, producând gameti atât masculi cât și feminini. Părțile feminine, în centrul unei flori, sunt pistilele, fiecare unitate formată dintr-un carpel, un pistil și un stigmat. Una sau mai multe dintre aceste unități de reproducere pot fi îmbinate pentru a forma un pistil compus unic. În carpeli se află ovule care se transformă în semințe după fertilizare. Părțile masculine ale florii sunt staminele: acestea constau din filamente lungi dispuse între pistil și petalele care produc polen la vârfurile lor. Când un bob de polen aterizează pe stamină deasupra pistilului unui carpel, acesta germinează pentru a produce un tub de polen care crește în jos prin țesuturile pistilului în carpel, unde livrează nuclee de gamet masculin pentru a fertiliza un ovul care din urmă se dezvoltă într-o sămânță.

### Fungi

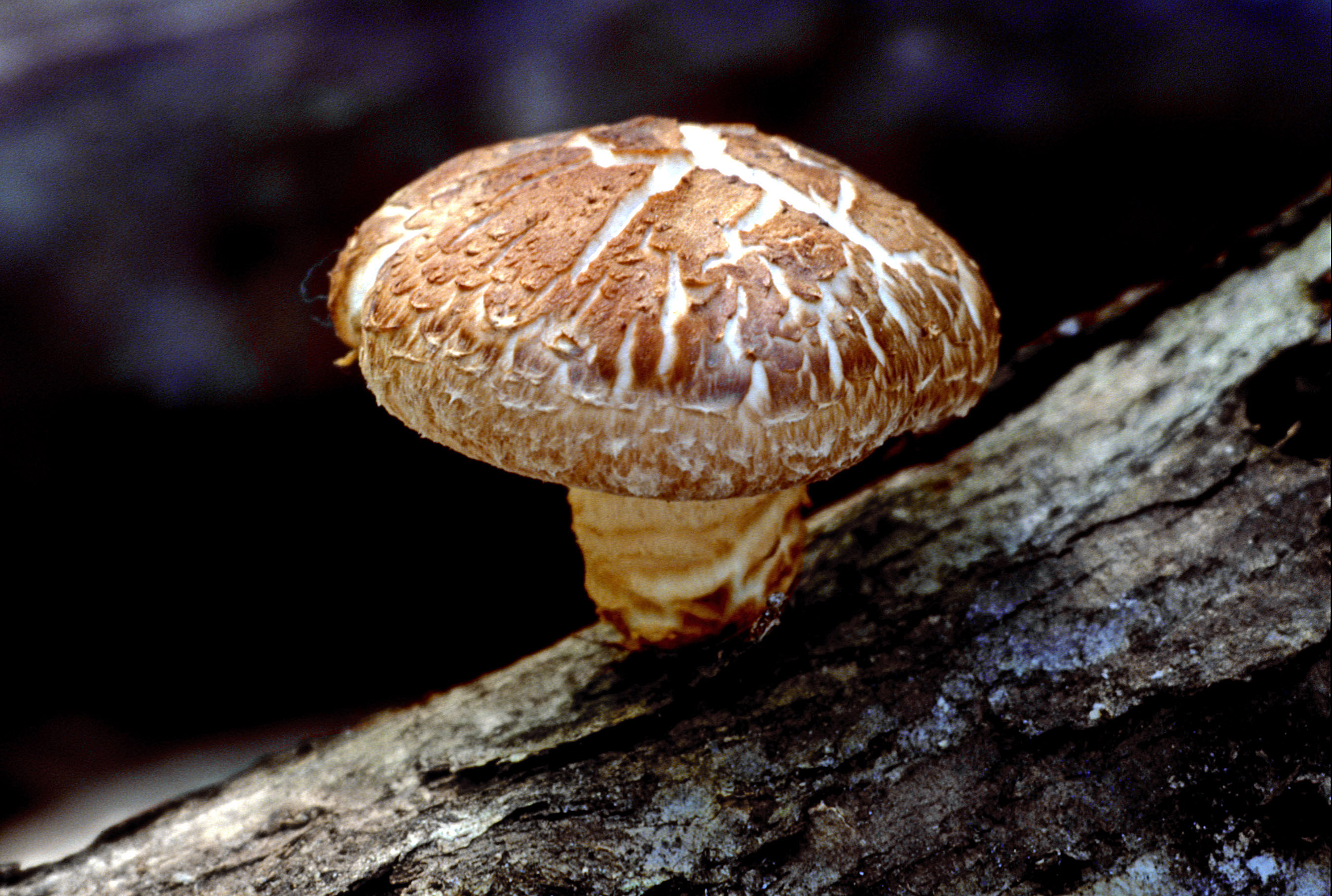
Ciupercile sunt produse ca parte a reproducerii sexuale fungice

Majoritatea ciupercilor se reproduc, având atât o etapă haploidă cât și una diploidă în ciclurile lor de viață. Ciupercile sunt în mod tipic izogame, lipsind specializarea masculină și feminină. În unele dintre aceste cazuri, fuziunea este asimetrică, iar celula care donează doar un nucleu (și nu însoțesc material celular) poate fi considerată „masculină”. Ciupercile pot avea, de asemenea, sisteme de împerechere alelică mai complexe, cu alte sexe care nu sunt descrise cu exactitate ca masculin, feminin sau hermafrodit.

## Determinarea sexului
Cel mai de bază sistem de reproducere este unul în care toate organismele sunt hermafrodite, producând atât gameți masculini cât și feminini. Acest lucru este valabil pentru unele animale (de exemplu melci) și majoritatea plantelor cu flori. Cu toate acestea, în multe cazuri, specializarea sexului a evoluat astfel încât unele organisme produc doar gameți de sex masculin sau doar feminin. Cauza biologică pentru un organism care se dezvoltă într-un sex sau altul se numește determinarea sexului. Cauza poate fi genetică sau non-genetică. În cadrul animalelor și al altor organisme care au sisteme genetice de determinare a sexului, factorul determinant poate fi prezența unui cromozom sexual sau a altor diferențe genetice. De asemenea, la plante, cum ar fi Marchantia polymorpha și genul de plante cu flori Silene care au dimorfism sexual (dioic), sexul poate fi determinat de cromozomi sexuali. Sistemele non-genetice pot folosi indicii de mediu, cum ar fi temperatura în timpul dezvoltării timpurii la crocodili, pentru a determina sexul descendenților.

### Genetic

La fel ca oamenii unele insecte au sistem de determinare a sexului XY.

În sistemele genetice de determinare a sexului, sexul unui organism este determinat de genomul pe care îl moștenește. Determinarea genetică a sexului depinde de obicei de cromozomii sexuali moșteniți asimetric, care poartă caracteristici genetice care influențează dezvoltarea; sexul poate fi determinat fie de prezența unui cromozom sexual, fie de câte organe are. Determinarea genetică a sexului, deoarece este determinată de sortimentul cromozomilor, duce de obicei la un raport 1:1 dintre urmașii de sex masculin și feminin.
Multe insecte folosesc un sistem de determinare a sexului bazat pe numărul de cromozomi sexuali. Aceasta se numește sistemul de determinare X0-0 indică absența cromozomului sexual. Toate celelalte cromozomii din aceste organisme sunt diploide, dar organismele pot moșteni unul sau doi cromozomi X. La greierii de câmp, de exemplu, insectele cu un singur cromozom X se dezvoltă ca bărbați, în timp ce cele cu doi se dezvoltă ca femele. La Caenorhabditis elegans, majoritatea viermilor sunt hermafrodiți XX, dar, ocazional, anomalii în moștenirea cromozomilor dau naștere în mod regulat indivizilor cu un singur cromozom X - acești indivizi X0 sunt masculi fertili (iar jumătate din urmașii lor sunt masculi).

### Nongenetic

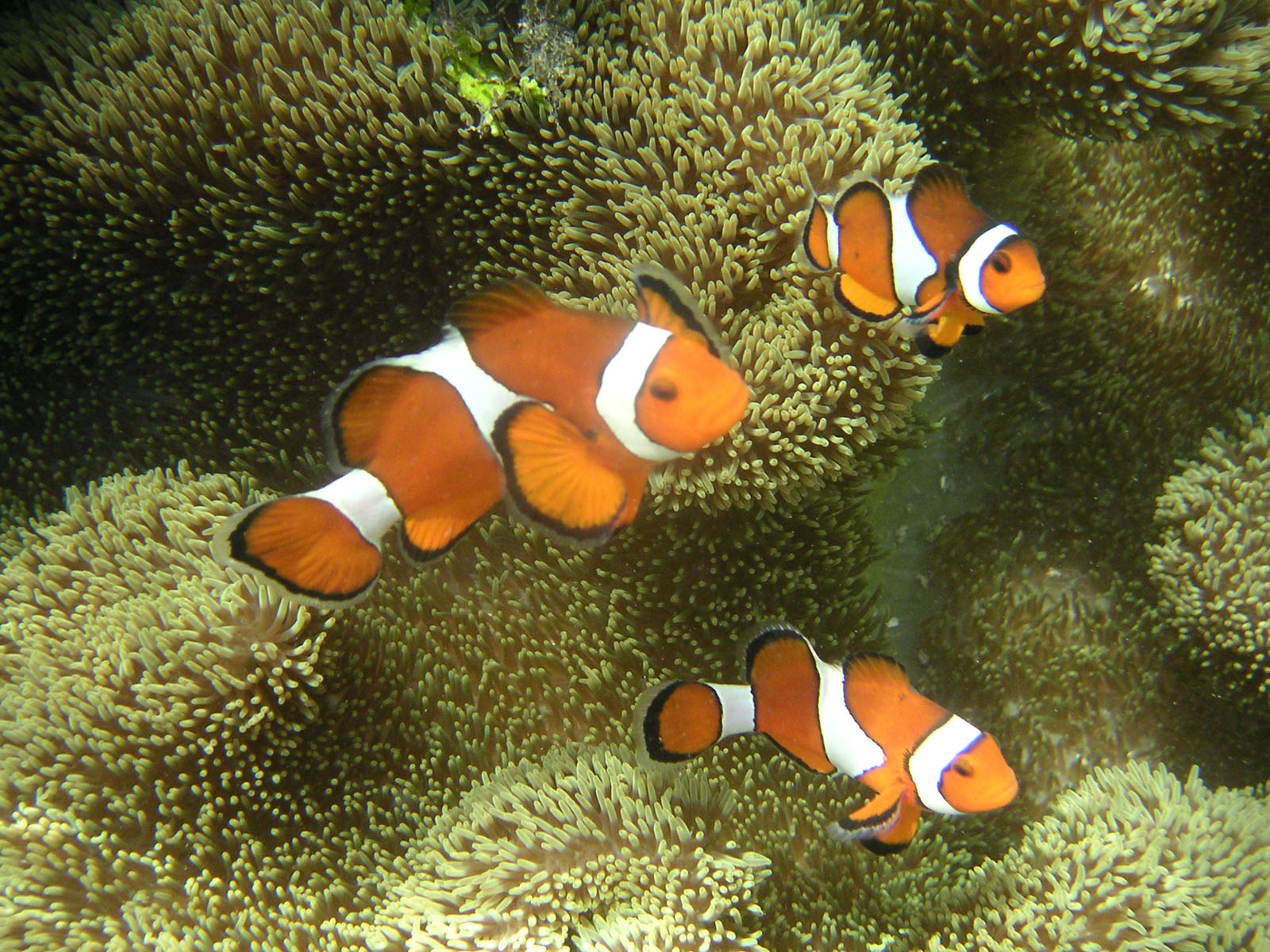
Peștii clovni sunt inițial de sex masculin; cel mai mare pește dintr-un grup devine femelă

Pentru multe specii, sexul nu este determinat de trăsăturile moștenite, ci de factori de mediu experimentați în timpul dezvoltării sau ulterior în viață. Multe reptile au determinarea sexului dependent de temperatură: dependența embrionilor de temperatură în timpul dezvoltării lor determină sexul organismului. La unele broaște țestoase, de exemplu, masculii sunt produși la temperaturi mai mici de incubație decât femelele; această diferență de temperaturi critice poate fi de până la 1-2°C. Iar peștii clovn (Amphiprion ocellaris) sunt inițial de sex masculin apoi cel mai mare pește dintr-un grup devine femelă.